# ベンザイト人
ベンザイト人(Benzite)は、アメリカのSFテレビドラマ『スタートレック』シリーズに登場する異星人。

## 地理
ベンザイト人の母星は惑星ベンザー。Mクラスに近い環境の星。なお日本語版ではベンザイト星と訳されている。

## 身体
- ナマズの様な顔をしていて、肌は青い。
- 惑星ベンザーは全体に環境が均一なため、ベンザイト人は皆容姿が酷似している。なんとなく見分けているらしい。
- 一般的なMクラスの大気にはベンザイト人の呼吸に必要な成分が含まれていないため、呼吸を補助する装置が必要である。この装置は2372年頃には不要になった。

## 精神
- 自信家で、自己顕示欲が非常に強い。また同時に勤勉でもある。

## 歴史
- 24世紀中頃に惑星連邦に加盟。最も新しい加盟種族の1つ。
- 2364年、モードックが宇宙艦隊アカデミー入学試験に合格。ベンザイト人としては初。
- 2365年、士官交換プログラムの一環として、ベンザーからメンドン少尉がエンタープライズDに着任。

## 代表的なベンザイト人
- モードック

2364年にレルヴァ4号星の基地で行われた宇宙艦隊アカデミー入学試験で、ウェスリー・クラッシャーらとたった1つの合格枠を争そった青年。見事に合格し、ベンザイト人初の宇宙艦隊士官候補生となった。またこれ以前にモードック戦術なるものを編み出しており、新進気鋭の戦術家として惑星連邦でその名前を知られていた。
- メンドン

2365年に士官の交換派遣プログラムでエンタープライズDにやって来た少尉。当初その過剰な自信と意気込みが空回りしてしまい、宇宙艦隊の規則を無視した事からミスを犯し一気に意気消沈するが、ウェスリー・クラッシャーに励まされ名誉挽回のため任務に励んだ。ウォーフに「ここ（エンタープライズD）での礼儀」をみっちり仕込まれる予定。
- ラポーリン

惑星連邦宇宙艦隊の大佐。2372年に自身が指揮する宇宙船がクリンゴン船の襲撃を受けた際、ブリッジに侵入してきたクリンゴン戦士と戦って殺された。DS9のベンジャミン・シスコ司令官とは艦隊アカデミーの同期だった。